# Correction du phasage

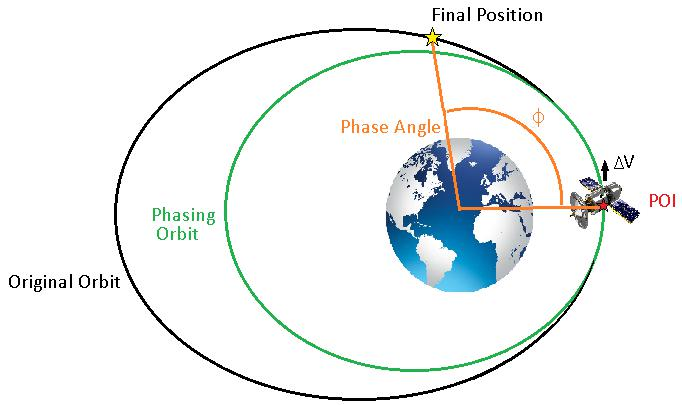
Angle de phasage

En mécanique spatiale la correction du phasage est l'ajustement du temps de la position d'un véhicule spatial au long de son orbite, en général il s'agit de corriger l'anomalie vraie du véhicule spatial. La correction du phasage est surtout effectuée quand un véhicule spatial en orbite doit changer de position sur cette même orbite. Cette correction est en général définie comme angle de phasage, ϕ, et est le changement d'anomalie vraie entre la position actuelle est une position finale désirée.
L'angle de phasage peut être converti en temps en utilisant l'équation de Kepler:
{\displaystyle t={\frac {T_{1}}{2\pi }}(E-e_{1}\sin E)}
{\displaystyle E=2\arctan \left({\sqrt {\frac {1-e_{1}}{1+e_{1}}}}\tan {\frac {\phi }{2}}\right)}
où
- t est le temps pour couvrir l'angle de phasage dans l'orbite d'origine
- T1 est la période de l'orbite d'origine
- E est le changement d'anomalie excentrique entre la position du véhicule spatial et la position finale
- e1 est l'excentricité orbitale de l'orbite d'origine
- φ est le changement d'anomalie vraie entre la position du véhicule spatial et la position finale

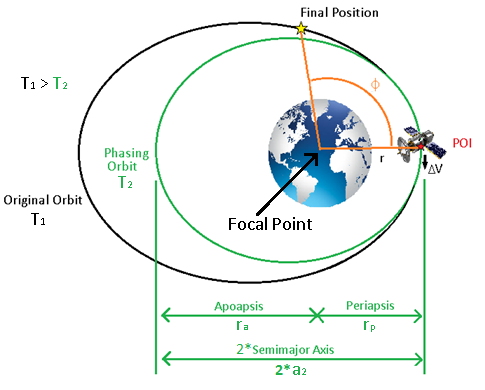
Si le véhicule spatial est derrière sa position finale sur la même orbite, il doit ralentir pour entrer dans l'orbite de phasage plus petite et plus rapide pour rattraper la position finale.

Le véhicule spatial doit gagner ou perdre ce temps calculé d'après l'ange de phasage pour atteindre la position finale de l'orbite. Pour gagner ou perdre ce temps le véhicule spatial doit prendre une simple orbite de transfert Hohmann a deux impulsions qui emmène le véhicule spatial hors de son orbite d'origine avant d'y retourner. La première impulsion a lieu à un point de l'orbite d'origine appelé « point d'impulsion » (POI en anglais), il s'agit d'habitude de la périapside ou de l'apoapside. Cette impulsion crée une nouvelle orbite appelée « orbite de phasage » qui est plus petite ou plus grande que l'orbite d'origine, donc avec une période différente aussi. La différence de période entre l'orbite d'origine et l'orbite de phasage est égale au temps calculé de l'angle de phasage. Une fois une révolution complète de l'orbite de phasage effectuée, le véhicule spatial se retrouve de nouveau au point d'impulsion où a lieu la seconde impulsion, de la même taille mais opposée à la première, qui remet le véhicule spatial sur son orbite d'origine. Une fois cette manœuvre finie le véhicule spatial est à la position finale de l'orbite d'origine.
Pour trouver les paramètres orbitaux, il faut d'abord déterminer la période de l'orbite de phasage avec l'équation:
{\displaystyle T_{2}=T_{1}-t}
où
- T1 est la période de l'orbite d'origine
- T2 est la période de l'orbite de phasage
- t est le temps pour couvrir l'angle de phasage dans l'orbite d'origine

Avec la période de l'orbite de phasage on obtient le demi-grand axe de l'orbite de phasage avec l'équation:
{\displaystyle a_{2}=\left({\frac {{\sqrt {\mu }}T_{2}}{2\pi }}\right)^{2/3}}
où
- a2 est le demi-grand axe de l'orbite de phasage
- T2 est la période de l'orbite de phasage
- μ est le paramètre gravitationnel standard

On calcule l'apoapside et la périapside de l'orbite de phasage selon::
{\displaystyle 2a_{2}=r_{a}+r_{p}}
où
- a2 est le demi-grand axe de l'orbite de phasage
- ra est l'apoapside de l'orbite de phasage
- rp est la périapside de l'orbite de phasage

Enfin le moment cinétique de l'orbite de phasage est:
{\displaystyle h_{2}={\sqrt {2\mu }}{\sqrt {\frac {r_{a}r_{p}}{r_{a}+r_{p}}}}}
où
- h2 est le moment cinétique de l'orbite de phasage
- ra est l'apoapside de l'orbite de phasage
- rp est la périapside de l'orbite de phasage
- μ est le paramètre gravitationnel standard

Pour obtenir l'impulsion nécessaire pour que le véhicule spatial aille de son orbite d'origine à l'orbite de phasage, le bilan des modifications du vecteur vitesse, ∆V, au point d'impulsion est calculé de l'équation du moment cinétique:
{\displaystyle \Delta V=v_{2}-v_{1}={\frac {h_{2}}{r}}-{\frac {h_{1}}{r}}}
où
- ∆V est le bilan des modifications du vecteur vitesse entre les deux orbites au point d'impulsion
- v1 est la vitesse du véhicule au point d'impulsion sur l'orbite d'origine
- v2 est la vitesse du véhicule au point d'impulsion sur l'orbite de phasage
- r est le rayon du véhicule spatial depuis le foyer au point d'impulsion
- h1 est le moment cinétique de l'orbite d'origine
- h2 est le moment cinétique de l'orbite de phasage

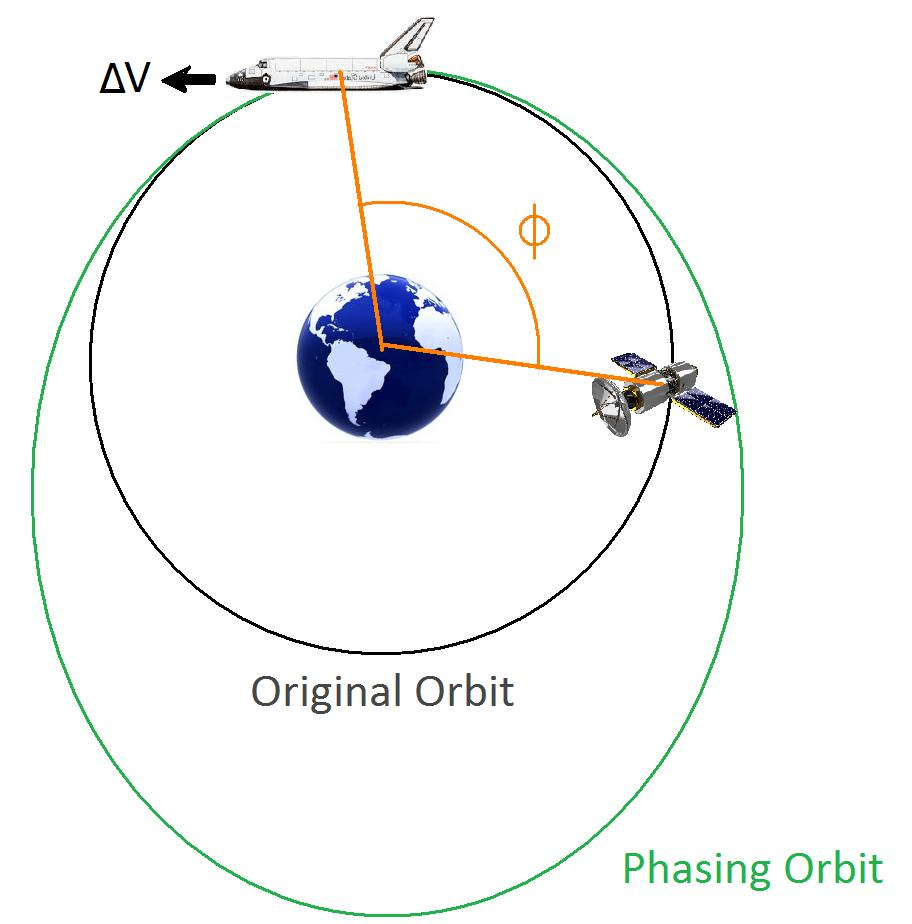
Si la cible (satellite) est derrière le véhicule spatial (navette) sur la même orbite, le véhicule spatial doit entrer dans l'orbite de phasage plus grande et plus lente pour permettre à la cible de rattraper.

Ce changement de vitesse, ∆V, est seulement la valeur nécessaire pour changer l'orbite d'origine en orbite de phasage. Le véhicule spatial doit effectuer un deuxième changement de vitesse de même magnitude mais dans la direction opposée une fois revenu au point d'impulsion après une révolution sur l'orbite de phasage pour se retrouver de nouveau sur l'orbite d'origine. Le bilan des modifications du vecteur vitesse total pour la correction du phasage est donc de deux fois ∆V.
Une correction du phasage peut aussi être fait en rendez-vous co-orbital , comme lors de l'amarrage à la Station Spatiale Internationale. Deux véhicules spatiaux sur la même orbite mais avec des anomalies vraies différentes peuvent se rencontrer si l'un des deux, ou les deux, entre en orbite de phasage à la fin de laquelle les deux véhicules se retrouvent sur la même orbite avec la même anomalie vraie en même temps.
Des corrections du phasage sont aussi souvent effectués par des satellites en orbite géosynchrone, pour conserver ou pour changer la longitude au-dessus de laquelle se trouve le satellite.

### Littérature
- Curtis, Howard D, (en) Orbital Mechanics for Engineering Students, Butterworth-Heinemann, 2014, Third éd. (ISBN 978-0-08-097747-8)
- Francis, Hale J, Introduction To Space Flight, Prentice-Hall, Inc., 1994 (ISBN 0-13-481912-8)
- Sellers, Jerry Jon et Marion, Jerry B., Understanding Space An Introduction to Astronautics, McGraw-Hill, 2005, Third éd. (ISBN 978-0-07-340775-3)
- (en) Christopher D. Hall et Victor Collazo-Perez, « Minimum-Time Orbital Phasing Maneuvers », Journal of Guidance, Control, and Dynamics, vol. 26, no 6,‎ novembre 2003 (lire en ligne, consulté le 2 janvier 2023)